# Eperjessy Antal
Eperjessy Antal (Magyarfráta, 1899. január 16. – Budapest, 1982. április 9.) gépészmérnök, honvédtiszt, egyetemi tanár, a műszaki tudományok kandidátusa (1960).

## Életpályája
Katonaként részt vett az I. világháborúban 1917–1918 között. 1919-ben vöröskatonaként szolgált. 1922-ben szerzett általános mérnöki, 1929-ben gépészmérnöki diplomát a budapesti Műegyetemen. 1922–1924 között a Magyar Királyi Folyamőrségnél helyezkedett el mérnök-gyakornokként. 1925–1929 között a Haditechnikai Intézet műszaki rajzolója volt. 1929–1945 között a Haditechnikai Intézet műszaki tisztviselője volt. 1939–1942 között mérnök-századosi, 1942–1945 között őrnagyi rendfokozatban dolgozott. 1945 januárjában a Haditechnikai Intézettel együtt Németországba menekült; Berlinbe, majd Hillerslebenbe élt, ahonnan októberben tért haza. 1945–1946 között a budapesti hidak roncskiemelésénél és helyreállításánál dolgozott mint géplakatos. 1946–1948 között a MÁVAG-ban volt géptervező. 1948–1949 között a Magyar Néphadsereg Haditechnikai Intézetében a tüzérség műszaki referense volt. 1949–1950 között a Különleges Fegyverek Osztályának vezetője volt. 1950–1952 között a Budapesti Műszaki és Gazdaságtudományi Egyetem Hadmérnöki Kar megbízott előadótanára volt. 1952–1954 között a Budapesti Műszaki és Gazdaságtudományi Egyetemen a Fegyvertechnikai Tanszék tanszékvezető egyetemi docense volt. 1954–1956 között a Fegyvertechnikai Tanszék tanszékvezető egyetemi tanára volt. 1956-ban vonult nyugdíjba. 1957-től a Budapesti Műszaki és Gazdaságtudományi Egyetem Gépészmérnöki Kar Gépelemek Tanszék óraadó tanára volt. Ekkor írta meg kandidátusi disszertációját Néhány járulékos hatás a lövegek magassági irányzógépeinél címmel.

### Munkássága
Fegyverek és mezőgazdasági gépek méretezési és szerkesztési kérdéseivel foglalkozott. Hatkötetes monográfiát írt a tüzérszerkesztés elméletéről (A löveg, 1951–1956); a mű a 20. századi magyar hadtudományi irodalom egyik klasszikusa. Részt vett több különleges fegyver építésében és rendszeresítésében, új lövegtípusok kidolgozásában, az ezzel kapcsolatos hadtudományi dolgozatai belső folyóiratokban jelentek meg.
A Farkasréti temetőben nyugszik (25-3-49).

## Családja
Szülei: Eperjessy Gyula földműves és K. Nagy Ágnes postadíjnok volt. 1931-ben házasságot kötött Sz. Nagy Erzsébettel.

## Művei
- A löveg. Monográfia. I–IV. kötet:
  - I. kötet. Csőszerkezetek elmélete
  - II. kötet. Zárszerkezetek/Csavarzárak elmélete
  - III. kötet. Fék és helyretoló szerkezetek elmélete/Lövegfékek és helyretolók elmélete
  - IV. kötet. Lövegtalp-szerkezetek elmélete/Lövegszerkezetek méretezése (Példatár. I–II. kötet.; Budapest, 1951–1956)
- Méretezési eljárás rövid ideig működő terhelésekre (Járművek, mezőgazdasági gépek, 1955)
- Néhány járulékos hatás a lövegek magassági irányzógépeinél (Kandidátusi értekezés; Budapest, 1959)